# Volea, Iavoriv
Volea (în ucraineană Воля) este un sat în așezarea urbană Nemîriv din raionul Iavoriv, regiunea Liov, Ucraina.

## Demografie
Componența lingvistică a localității Volea
     Ucraineană (99,11%)
     Alte limbi (0,89%)
Conform recensământului din 2001, majoritatea populației localității Volea era vorbitoare de ucraineană (99,11%), existând în minoritate și vorbitori de alte limbi.